# ルートランサー
ルートランサーは、メディアワークス刊・電撃PCエンジン（現・電撃G's magazine）に1994年1月号から11月号まで隔月で連載された読者参加型ゲーム。同誌の読者参加企画では数少ない正統派のファンタジー世界を舞台にした作品。

## 概要
同時期に連載されていた『女神天国』『ヴァルツァーの紋章』『ハイパーウォーズ』がいずれも他の参加者との対戦要素を含んでいたのに比べ、この『ルートランサー』は成績を競うのみであり、直接戦うことはない。参加者それぞれに、自分が主人公になる別個の世界が与えられるようなものとして説明されている。劇中の雰囲気をつかむため、騎士を志す青年リゲルと、彼にどこからかくっついてきた大食いの少女カムナをめぐるショートコミックが掲載されていたが、これもまた「オフィシャルストーリー」という位置づけではなく、あくまで例示である。
プレイヤーはパレディア大陸の北西に位置する、アルバデリア島のリルメルの村を拠点に、様々な事件を解決する。冒険者たちが集う「友との誓い亭」の看板娘メリンダと領主の娘リーナが案内役を務めた。

## ゲームシステム
まず、「大地母神アーミス」「闘神クルザ」「愛と美の女神スフラ」「見識と好奇の神ミルミル」の四柱神とよばれる神々の中から信仰の対象を選ぶ。無宗教も可能である。次に、戦士・魔法使い・僧侶・レンジャー・吟遊詩人の中から職業を決める。職業ごとに設定された、体力・知力・精神力・素早さ・魅力の能力値に5ポイントのボーナスを割り振ることで、プレイヤーキャラクターが完成する。また、各回ごとに違った顔触れのNPC（ノンプレイヤーキャラクター）が登場し、彼らを連れていくこともできる。NPCがいれば協力してもらうことで事件解決しやすくなる一方、人数が多いとどうしても移動速度が遅くなってしまう欠点もある。
プレイヤーは地図上に示されたルートをたどり、怪しげな場所の調査や盗品の奪還といった事件解決をしていく。それぞれの事件には能力に応じて解決に要する時間（ターン）が決まっており、できるだけ少ないターンでルートを踏破することが目標となる。
成績の上位者にはカムナのフィギュア等の景品が贈られた。また、第1位のプレイヤーはリルメル村の住人として認められ、劇中で家を建てることができた。

## スタッフ
- 原案：林田ゆり
- ゲームマスター：林田淳
- イラスト：近永早苗（扉）・十羽織羽磨（本文）
- システムプログラム：三茶ソフト
- ヘルパー：なるみたかし・三ツ木太平